# Xiong Xiling
Xiong Xiling (ur. 1870, zm. 1937) – chiński polityk, w latach 1913–1914 premier rządu Republiki Chińskiej.

## Życiorys
Urodził się w 1870 roku.
Sprawował urząd premiera Republiki Chińskiej od 31 lipca 1913, kiedy to zastąpił na stanowisku Duana Qirui, przez pół roku do 12 lutego 1914. Jego następcą został Sun Baoqi.
Xiong Xiling zmarł w 1937 roku.